# Al Stanwyck
Al Stanwyck (* 11. Dezember 1939 in Toronto; † 10. Juni 2021) war ein kanadischer Jazz- und Studiomusiker (Trompete, auch Flügelhorn, Posaune), der sich vor allem durch seine Mitgliedschaft in der Bigband Rob McConnell and The Boss Brass hervortat.

## Leben und Wirken
Stanwyck ging in Barrie, Ontario zur Schule; dort wurde er von dem Bandleader und Musikhistoriker W. A. Fisher unterrichtet. bevor er zum Studium nach Toronto ging. Mit 18 Jahren wurde er Lionel Hampton vorgestellt, mit dem er auf Tour ging. In den folgenden Jahren arbeitete er in der Glenn Miller Band (der Ghost Band, angeführt von Ray McKinley) und in der Bigband von Ralph Marterie. Nach Toronto zurückgekehrt, wurde Stanwyck zu einem vielbeschäftigten Studiomusiker und wirkte auf Tausenden von Aufnahmen, Werbespots sowie Radio- und Fernsehsendungen mit. In den 1970er-Jahren spielte er in Rob McConnells Bigband The Boss Brass, zu hören auf mehreren Alben wie Boss Brass 4 (1972) oder The Best Damn Band in the Land (1974).
Im Laufe seiner Karriere arbeitete Stanwyck mit einer Reihe von Jazzlegenden zusammen, darunter Buddy Rich, Charles Mingus, Bill Evans, Dizzy Gillespie, Quincy Jones, Nelson Riddle, Don Costa und Maynard Ferguson. Stanwyck spielte vier Jahre lang die erste Trompete in der Begleitband von Paul Anka und wurde mehrmals zu Tourneen mit Woody Herman and His Orchestra, Count Basie Orchestra und der Quincy Jones Big Band eingeladen, lehnte jedoch wegen seines Engagements als Studiomusiker in Toronto ab. Im Bereich des Jazz war er laut Tom Lord zwischen 1971 und 1976 an acht Aufnahmesessions beteiligt, u. a. auch mit Lisa Dal Bello, The Jerry Toth Orchestra und Moe Koffman. Als Sessionmusiker wirkte er des Weiteren bei Aufnahmen von Nat Raider, Julie Lynn, Keith Hampshire, Funkadelic und Glen Rutledge mit.
Stanwyck starb im Juni 2021 im Alter von 81 Jahren an den Folgen eines Hirntumors.